# Roman Makowski
Roman Makowski (ur. 23 lipca 1924 w Wilamach, zm. 13 marca 2000 w Legionowie) – polski rolnik, poseł na Sejm PRL IV kadencji.

## Życiorys
Syn Stanisława i Heleny z domu Szymańskiej. Uzyskał wykształcenie podstawowe, z zawodu rolnik. Prowadził własne gospodarstwo rolne w Woli Błędowskiej. W 1965 uzyskał mandat posła na Sejm PRL w okręgu Ciechanów z ramienia Polskiej Zjednoczonej Partii Robotniczej. Zasiadał w Komisji Rolnictwa i Przemysłu Spożywczego.
Odznaczony Srebrnym Krzyżem Zasługi.